# Charles Greene
Charles Edward "Charlie" Greene, född 21 mars 1945 i Pine Bluff, Arkansas, död 14 mars 2022 i Lincoln, Nebraska, var en amerikansk friidrottare inom kortdistanslöpning.
Greene blev olympisk mästare på 4 x 100 meter vid olympiska sommarspelen 1968 i Mexico City.